# Natka
Natka je žensko osebno ime.

## Izvor imena
Ime Natka je različica ženskega osebnega imena Nataša.

## Pogostost imena
Po podatkih Statističnega urada Republike Slovenije je bilo na dan 31. decembra 2007 v Sloveniji število ženskih oseb z imenom Natka: 5.

## Osebni praznik
Osebe z imenom Natka lahko godujejo takrat kot osebe z imenom Nataša.